# Ansi Jackson
Anna Sigrid Sophia Christina Jackson, känd som Ansi Jackson, ogift Söderblom, född 9 januari 1936 i Uppsala församling i Uppsala län, är en svensk barnboksförfattare.
Jackson är dotter till Jon Olof Söderblom och Anna Lisa Berkling, barnbarn till Nathan Söderblom, Anna Söderblom och Per Albin Hansson samt halvsysterdotter till Elsa Brita Marcussen.
Efter studentexamen 1954 fortsatte hon med akademiska studier, blev filosofie kandidat och avlade folkskollärarexamen 1957. År 1976 blev hon sekreterare vid Asea i Ludvika.
Hon författardebuterade med Den mystiska rösten – en Mats-Joakim-deckare (1971), följd av Ring inte till polisen – en Mats-Joakim-deckare (1971), Hämta polisen, Malin! (1976), Mats, Joakim och biljakten (1978), Mats, Joakim och stöldligan (1979) och Du vet för mycket, Malin (1980).
Ansi Jackson är sedan 1957 gift med ingenjören Per-Olof Jackson (född 1934) och har fyra barn.